# Среди живущих
«Среди живущих» (англ. Among the Living) — фильм нуар режиссёра Стюарта Хейслера, вышедший на экраны в 1941 году.
Действие фильма происходит в небольшом городке на юге США. На похороны отца, самого богатого и влиятельного горожанина, после 25-летнего перерыва приезжает сын, добропорядочный бизнесмен Джон Рейдер (Альберт Деккер), выясняя, что его брат-близнец Пол (также Деккер), считавшийся умершим в детстве, на самом деле «был доведён до безумия жестокостью своего отца по отношению к матери» и провёл все эти годы взаперти в одной из комнат особняка. Полу удаётся вырваться на свободу и попасть в городок, где он в течение дня находит свою любовь и совершает два убийства, после чего разъярённые жители города решают самостоятельно поймать и осудить маньяка, ошибочно решая, что это Джон.
Критики обратили внимание на жанровую сложность картины, включающей элементы фильма нуар, южной готики, хоррора, социальной драмы и саспенс-триллера. Субжанр нуаровой южной готики наряду с этой картиной объединяет также фильмы «Тёмные воды» (1944), «Ночь охотника» (1955), «Внезапно, прошлым летом» (1959) и «Мыс страха» (1962). В плане эволюции жанра хоррор фильм занял промежуточное положение между фильмами о Франкенштейне начала 1930-х годов и психологическими фильмами ужасов Вэла Льютона первой половины 1940-х годов. Тема близнецов обыгрывается а таких нуаровых фильмах, как «Тёмное зеркало» (1946) и «Дом чисел» (1957), а позднее — в психологических триллерах «Двойник» (1964) и «Связанные насмерть» (1988).

## Сюжет
В небольшом городке Рейден в одном из южных штатов США проходят похороны самого богатого его жителя и владельца градообразующей фабрики, которая не работает уже некоторое время. После 25-летнего отсутствия на похороны приезжает сын владельца фабрики, бизнесмен Джон Рейден (Альберт Деккер) вместе с очаровательной супругой Элен (Фрэнсис Фармер). Собравшийся простой народ выражает недовольство усопшим, который оставил людей без работы, называя его фабрики «ульями без пчёл». На похоронах слово дают доктору Бену Сондерсу (Гарри Кэри), другу семьи в течение 35 лет, который говорит, что ушедший построил этот город с нуля и был человеком дела. После завершения церемонии к Сондерс подходит к стоящему в стороне негру по имени Помпи (Эрнст Уитман), давая ему деньги на питание и хозяйственные нужды. При этом доктор обращает внимание на ссадину у Помпи на лице, понимая её происхождение. Джон узнаёт Помпи, которого видел последний раз в 10-летнем возрасте на похоронах своего брата-близнеца Пола.
Джон и Элен собираются остановиться в фамильном особняке Рейден-хаус, но доктор не советует этого делать, говоря, что после смерти жены много лет назад Рейден-старший переехал жить в гостиницу. Так как в особняке он больше не появлялся, дом находится в запущенном состоянии. Затем доктор приглашает Джона вечером к себе, чтобы сообщить ему что-то важное. Начинается сильная гроза. Помпи входит в Рейден-хаус и отпирает одну из комнат, где в кресле-качалке в смирительной рубашке сидит Пол, наслаждаясь стихией природы. Помпи сообщает, что вернулся с похорон, и снимает с Пола смирительную рубашку. Пол рад, что отца похоронили, однако обеспокоенно спрашивает, не расположена ли могила отца рядом с могилой матери. Помпи уверяет его, что это не так. Тогда Пол говорит, что не перенесет того, если отец снова принесёт ей боль, и она опять будет кричать. Помпи отвечает, что больше Рейден-старший никому не сможет доставить боль. Пол не верит ему, и хочет посмотреть на могилу сам, но Помпи пытается его удержать. Тогда Пол как будто успокаивается и просит приготовить ему ужин. 
Джон приезжает домой к доктору Сондерсу. Первоначально доктор показывает Джону картину с изображением медицинского центра своего имени, лучшего на юге. По словам доктора, центр не только спас сотни жизней, но и ведёт важную научную работу. Однако, подчёркивает Сондерс, создание этого центра, построенного на деньги Рейдена-старшего, далось дорогой ценой. Он говорит: «В обмен на деньги твоего отца я совершил преступный акт. Я подделал свидетельство о смерти твоего брата Пола, который на самом деле жив». На возражение Джона, что он лично присутствовал на похоронах своего брата, Сондерс отвечает, что тогда был захоронен другой ребёнок. По словам доктора, отец вместе с ним в течение 25 лет держали Пола в заточении в Рейден-хаусе, так как он безнадёжный и опасный маньяк. «Теперь этот груз ляжет на твои плечи», — говорит Сондерс. Джон и Сондерс приезжают в Рейден-хаус. По дороге к дому Джон вспоминает, что до своего отправления на учёбу в частную школу, он помнит Пола как совершенно нормального ребёнка. Доктор рассказывает, что мать боготворила обоих сыновей, она сначала отправила учиться Джона, а затем собиралась отправить и Пола. Однако Рейден-старший постоянно мучил мать и сделал её жизнь невыносимой. Однажды, услышав её крики, Пол вошёл в комнату и попытался её защитить, однако отец отшвырнул Пола, нанеся тому серьёзную травму головы. С тех пор Пол переменился. Однажды, через два месяца после смерти матери, доктор нашёл Пола, который закрывал руками уши, утверждая, что слышит материнские крики. И сейчас Полу часто кажется, что он слышит её крики, и тогда он закрывает уши руками. Проходя мимо кладбища, Джон и Сондерс видят, что кто-то свалил надгробную плиту на могиле родителей Джона, разрыл могилу отца и похитил гроб. Они бегут в дом, где у самого входа находят мёртвого Помпи, уши которого закрыты руками. В комнате Пола мебель поломана, а вещи разбросаны как после серьезной драки. Джон собирается звонить в полицию, но доктор говорит, что сам со всем разберётся. Пол ему доверяет, и доктор легко найдёт его либо в этом доме, либо в своём, так как больше Пол нигде не бывал и никуда пойти не может. На вопрос Джона, как быть с Помпи, Сондерс отвечает, что напишет в свидетельстве о смерти, что Помпи умер от инфаркта. Так как, по словам доктора, он пользуется в городе уважением, никто не усомнится в его заключении.
Когда Сондерс возвращается домой, он видит, что дверь в гостиную разбита, а на диване спит Пол с окровавленными руками. Доктор звонит Джону в гостиницу и просит его срочно приехать. Джон объясняет жене, что ему нужно срочно уехать, так Помпи скоропостижно умер от инфаркта. Сондерс хочет сделать Полу укол снотворного, но тот неожиданно просыпается, однако не может понять, где он находится, как он здесь оказался и зачем. Увидев, что он весь в грязи, Пол вспоминает, что выбросил все цветы с могилы отца. Затем он говорит: «Я сделал так, что больше он до неё не доберётся. Помпи обманул меня, сказав, что их похоронили не рядом. Я хотел в этом убедиться, но он меня не выпускал. Но когда я услышал, её крики, я должен был выбраться. Я попросил его приготовить ужин, а сам подкрался сзади, и обхватил его горло руками, чтобы он меня выпустил». Сондерс просит показать, как Пол это сделал, а сам в этот момент пытается сделать ему укол. Отскочивший Пол заявляет, что доктор хочет его опять запереть в комнате, и что он такой же, как отец и Пампи. Пол ему больше не доверяет, и теперь будет жить самостоятельно. Когда раздаётся звонок в дверь, Пол выпрыгивает в окно и убегает. Пришедший Джон вновь намеревается позвонить в полицию, однако доктор говорит, что они устроят на Пола охоту как на дикого зверя с собаками и ружьями, и это останавливает Джона.
Утром шериф сам звонит доктору, сообщая, что тот указал в свидетельстве о смерти, что Помпи умер от инфаркта, однако коронер пришёл к заключению, что Помпи задушили. Но, к счастью для доктора, шериф берётся сам всё исправить. Повесив трубку, шериф говорит своим подчинённым: «Может быть, это призраки Рейден-хаус его убили?». 
Пол идёт по улице мимо текстильной фабрики Рейдена, с любопытством наблюдая за городской суетой, разговорами строителей, юным торговцем газетами, точильщиком ножей и чистильщиком обуви. Он останавливается у скромного пансиона, которым управляет миссис Пиккенс (Мод Юбёрн). Приняв его за возможного клиента, женщина приглашает Пола в дом, где знакомит со своей дочерью Милли Пиккенс (Сьюзен Хэйворд). Восхищённый как комнатой с видом на городскую суету, так и самой Милли, Пол не только оплачивает проживание вперёд, но и даёт Милли 30 долларов на покупку нового платья. Милли в восторге от того, что у Пола много денег. Она обещает вернуть ему деньги на платье, когда заработает фабрика, и она пойдёт туда работать. На вопрос Пола, когда это случится, Милли предлагает ему спросить у Джона Рейдена, который остановился в лучшей городской гостинице «Рейден». Спустившись в холл, Пол регистрируется у миссис Пиккенс как «мистер Пол» и встречает в холле Билла Оукли (Гордон Джонс), ещё одного постояльца, который ухаживает за Милли.
Пол приходит в номер своего брата в гостинице «Рейден», где Элен, решив, что это Джон, приходит в шок от его внешнего вида. Когда он представляется как Пол и заявляет, что разыскивает своего брата Джона, Элен в страхе пятится назад. Пол приходит в волнение, но в этот момент появляется Джон. Пол спрашивает Джона, почему тот не отвечал на его письма, но Джон говорит, что не получал их. На вопрос Пола, когда Джон откроет фабрику, тот отвечает, что скоро. Пол говорит, что он со своей подругой собирается на ней работать. Джон пытается задержать Пола, говоря, что им надо о многом поговорить, и что он о нём позаботится. Однако Пол отвечает, что ему есть, где жить и что его окружают хорошие люди, а доктор Сондерс ему больше не друг, так как хочет его снова запереть. Со словами «может и ты хочешь?» Пол угрожающе надвигается на Джона, и от страха Элен начинает кричать. Когда Пол поворачивается к ней, Джон хватает брата за плечо, но Пол сбивает Джона с ног и выбегает на улицу. Пол заходит в один из небогатых кабаков, где городская молодежь энергично танцует буги-вуги. К нему подходит блондинка Пегги Нолан (Джин Филлипс), они садятся за столик и выпивают виски. Пола беспокоит оживление и шум. На вопрос Пегги, нравится ли она ему, Пол отвечает, что Милли нравится ему больше. Обиженная Пегги уходит к другому парню, после чего под влиянием возбуждённо-агрессивной атмосферы в кабаке Пол закрывает руками уши и выбегает на улицу. Поздним вечером Пегги выходит из кабака и направляется домой. Пол наблюдает за ней из укрытия, а затем начинает преследовать по тёмным переулкам. В конце концов, он догоняет и ловит её, раздаётся крик, а затем тишина.
Утром в газетах сообщается уже о двух убийствах в городе, имеющих сходный почерк. Перед пансионом Билл собирает вокруг себя людей, не довольных тем, как шериф ведёт расследование. Милли заходит к Полу в комнату, демонстрируя ему купленное платье. Затем они выходят на улицу, где собравшиеся горожане намереваются самостоятельно поймать и наказать маньяка. Милли и Пол заходят в универмаг и покупают ему приличный костюм. Прочитав в газете об убийстве Пегги, Джон говорит доктору, что они ждали слишком долго и собирается сообщить обо всём властям. В этот момент звонит шериф. Доктор выхватывает трубку у Джона и заявляет шерифу, что Джон готов заплатить за поимку убийцы огромное вознаграждение в 5000 долларов. Положив трубку, Сондерс говорит Джону: «Если они найдут убийцу до тебя, это выведет тебя из круга подозреваемых», а затем добавляет, что поскольку Джон не рассказал сразу об убийстве Помпи, его действия могут рассматривать как попытку скрыть преступление брата. В свою очередь Джон отвечает, что доктора ожидает наказание за изготовление поддельных свидетельств о смерти. Сондерс в свою очередь заявляет, что в этом городе слишком многое от него зависит, и он не собирается всё это бросать. Джон хочет позвонить шерифу и обо всём рассказать, в том числе, что в могиле Пола лежит тело неизвестного 10-летнего мальчика. Однако доктор отвечает, что против него нет улик, а сам Джон может оказаться в неловкой ситуации. В универмаге Пол покупает Милли дорогие духи. В этот момент по громкой связи объявляют, что за поимку убийцы обещано вознаграждение 5000 долларов. От такого известия все жители буквально сходят с ума, они выбегают из универмага на улицу и бросаются на розыск преступника. Все думают только об убийце и о награде, в городе начинается суматоха и хаос. Милли также решает, что именно ей непременно удастся поймать преступника и получить награду. Вернувшись домой, она берёт папин револьвер и со словами «За 5000 я не боюсь ничего, даже смерти!» направляется в Рейден-хаус, где, как она полагает, скрывается убийца. Пол против желания идёт вместе с ней. Рассчитывая найти в комнате Пола какие-либо свидетельства его проживания там, Джон также отправляется в Рейден-хаус. Тем временем в Рейден-хаусе появляются Милли и Пол. Билл с напарником также подъезжают к особняку на машине, замечая, что внутри кто-то есть. Когда Милли хочет открыть дверь в одну из комнат, Пол приходит в ярость и кричит: «Не заходи, это комната моей матери!». Затем он угрожающе приближается к Милли и начинает её душить, она кричит, в этот момент в дом врываются Бен с приятелем. Они спасают Милли и начинают драться с Полом. Пол разбрасывает их, но Билл успевает выстрелить и ранит Пола, прежде чем тот скрывается за дверью. В этот момент к дому подъезжает Джон, который входит в дом и сталкивается с убегающим Полом. Оттолкнув брата, Пол убегает, а подоспевшие Билл с приятелем хватают и избивают Джона, ошибочно приняв его за Пола.
По городу разносится слух, что убийца, которым оказался Джон Рейден, схвачен в Рейден-хаусе. К дому стягиваются толпы горожан, которые привозят и городского судью, чтобы он провёл процесс на месте. Жители требуют «быстрого суда, чтобы повесить маньяка официально». Элен умоляет доктора Сондерса поехать в Рейден-хаус и рассказать всю правду, так как он единственный, кто может спасти Джона. Доктор отвечает: «Очистить его имя — значит разрушить всё, что я создавал годами». Ворвавшись в дом, горожане устраивают собственный суд над Джоном, считая, что убийства совершил именно он. Слова Джона о том, что это дело рук его сумасшедшего брата-близнеца Пола, никто не воспринимает всерьёз, так как все уверены, что Пол умер ещё в младенческом возрасте. Милли подтверждает, что именно этот человек не пустил её в комнату своей матери и пытался убить. Джона избивают и почти линчуют. Он пытается оправдываться, что до приезда на похороны отца сам не знал о том, что Пол прожил 25 лет в запертой комнате в Рейден-хаусе. Джон утверждает, что Пол жив, но безумен, и всё это может подтвердить доктор Сондерс. Появляется доктор, который действительно подтверждает слова Джона, а также сознаётся в том, что подделал свидетельства о смерти Пола и Помпи. Он также заявляет, что оба убийства совершил Пол. Билл заявляет, что Джон подкупил Сондерса, и толпа его поддерживает. В этот момент Джону удаётся сбежать, и толпа бросается преследовать его. Добежав до кладбища, Джон падает, и его снова хватают. В этот момент толпа замечает рядом тело умершего Пола, которое лежит на могиле его матери. Волнение толпы стихает, доктор Сондерс сдаётся властям, а Джон и Элен обнимают друг друга.

## В ролях
- Альберт Деккер — Джон Рейден / Пол Рейден
- Сьюзен Хэйворд — Милли Пиккенс
- Гарри Кэри — доктор Бен Сондерс
- Фрэнсис Фармер — Элейн Рейден
- Гордон Джонс — Билл Оукли
- Джин Филлипс — Пегги Нолан
- Эрнест Уитман — Помпей
- Мод Юбёрн — миссис Пиккенс

## Режиссёр фильма и исполнители главных ролей
Режиссёр Стюарт Хейслер известен фильмами нуар «Стеклянный ключ» (1942), «Катастрофа: история женщины» (1947) с Сьюзен Хэйворд и «Штормовое предупреждение» (1951), а также драмой «Звезда» (1952) с Бетт Дейвис в главной роли.
Альберт Деккер сыграл, в частности, заметные роли второго плана в фантастическом фильме «Доктор Циклопус» (1940), в фильмах нуаровой направленности «Странный груз» (1940), «Убийцы» (1946), «Целуй меня насмерть» (1955) и «Внезапно, прошлым летом» (1959), в драме «К востоку от рая» (1955) и вестерне «Дикая банда» (1969). Сьюзен Хэйворд была удостоена премии Оскар за главную роль в криминальной драме «Я хочу жить!» (1958) и ещё четырежды номинировалась на Оскар, преимущественно за роли в биографических драмах рубежа 1940-50-х годов. Она также сыграла главные роли в фильмах нуар «Мне не поверят» (1946), «Крайний срок — на рассвете» (1946), «Катастрофа: история женщины» (1947) Хейслера и «Дом незнакомцев» (1949). Гарри Кэри был номинирован на Оскар за роль второго плана в политической драме «Мистер Смит едет в Вашингтон» (1939). Он также сыграл роли второго плана в спортивной криминальной мелодраме «Кид Галахад» (1937), фэнтези-мелодраме «Завтра и послезавтра» (1940), вестернах «Ковбой с холмов» (1941), «Негодяи» (1942) и «Дуэль под солнцем» (1946).
Фрэнсис Фармер с 1935 по 1942 год была контрактной актрисой на студии «Парамаунт», сыграв в таких картинах, как мелодрама «Приди и владей» (1936), музыкальный вестерн «Ритм на кручах» (1936), комедия «Любимец Нью-Йорка» (1937), приключенческие мелодрамы «Плавящееся золото» (1940) и «История Бенджамена Блэйка» (1942). В 1943 году студия разорвала с ней контракт и после серии судебных разбирательств Фармер была помещена в психиатрическую клинику, где провела в общей сложности семь лет. В начале 1958 году она вновь стала сниматься, на этот раз в телесериалах, а в 1958-64 годах вела собственное телешоу «Фрэнсис Фармер представляет» на телеканале Индианаполиса, в то время входившем в структуру корпорации NBC. После смерти актриса стала больше известна благодаря событиям своей личной жизни, чем работами в кино. В 1982 году вышел посвящённый ей биографический фильм «Фрэнсис» (1982), за исполнение роли Фармер в котором Джессика Лэнг была удостоена номинации на Оскар. Жизни и карьере Фармер были также посвящены телефильм «Правда ли наступит утро?» (1983), фильм «Преданная» (1984) и спектакль «Святая Фрэнсис из Голливуда». Жизни и творчеству Фармер в той или иной мере уделили внимание в своём творчестве такие поп- и рок-группы, как Culture Club, Everything but the Girl, Nirvana, T’Pau и The Men They Couldn’t Hang, а известная французская певица Милен Фармер взяла псевдоним Фармер в честь актрисы.

## Оценка фильма критикой

### Общая оценка фильма
Если в момент своего выхода на экраны фильм не обратил на себя особого внимания, то со временем критики дали ему высокую оценку. Журнал TimeOut назвал его «захватывающим произведением южной готики с отличным Альбертом Деккером в качестве идентичных близнецов». Брюс Эдер описал картину как «самый изящный маленький триллер категории В, который когда-либо сделал „Парамаунт“». Это, по словам Эдера, достигается «благодаря живой режиссуре Стюарта Хейслера, мастерскому сценарию Лестера Каула, Гарретта Форта и Брайана Марлоу, и в целом хорошей игре актёров во главе с Альбертом Деккером, который успешно справляется со сложностями своей двойной роли». Критик подходит итог: «В результате получается фильм, который ничуть не менее занимательно смотреть, чем любой из атмосферических фильмов ужасов Вэла Льютона на РКО, и кроме того, он также содержит сближающую его с реальной жизнью социальную составляющую». Тед Шен в «Чикаго ридер» назвал картину «психологическим триллером, действие которого происходит в грязном фабричном городке», где один из близнецов «должен поймать второго или понести наказание за его преступления».

### Жанровые особенности фильма
Как уже отмечалось выше, критики обращали внимание на то, что фильм включает черты нескольких различных киножанров. В частности, Эдер, назвав картину «одним из самых страшных ужастиков своего времени», отметил, что она «представляет собой странную и захватывающую смесь социальной драмы, фильма ужасов и сапсенс-триллера». По словам Дениса Шварца, «этот захватывающий фильм является важным криминальным хоррор-триллером, который вписывается в категорию между литературой в традиции южной готики и фильмом нуар». Далее Шварц подчёркивает, что фильм «вышел на экраны в 1941 году, почти в то же время, что и богартовский „Мальтийский сокол“, признанный как один их первых примеров нуара». Фернандо Ф. Кроче отмечает, что «история о разделённых братьев» представлена с «готическим трепетом и в нуаровых тенях».

### Историческая обстановка, отражённая в фильме
По мнению критиков, в фильме нашла отражение социально-политическая обстановка в США в 1930-е годы, в частности, депрессия и социальные бунты. Фернандо Ф. Кроче пишет, что в фильме даётся образ «Америки, ещё не полностью оправившейся от Депрессии и ещё не участвующей в войне». В картине, по словам критика, представлена жизнь «народа южных штатов страны — где фабрика как „улей без пчёл“ бездействует, зато местная забегаловка ходит ходуном». Далее он указывает, что «безрассудство маленького городка, в котором древний столп порядочности (Гарри Кэри) разлетается в щепки от переизбытка тайн, подаётся Хейслером с острым чувством приземлено-бытового экспрессионистского безумия», отмечая, что это он «берёт у Ланга (его фильм „Ярость“) и передаёт Лоузи („Разделительная линия“) и Миннелли („Подводное течение“)».
Эдер пишет, что «Хейслер и компания успешно воссоздали впечатление захудалого фабричного городка, всё ещё поражённого Великой депрессией и страдающего от всех болезней, свойственных „обратной стороне“ капитализма». Он также отмечает, что «всего за несколько лет до создания фильма в Сан-Диего имел место настоящий случай линчевания, а волнения того типа, которые показаны здесь, вспыхивали в различных местах по всем Соединённым штатам в 1920-е и 1930-е годы».

### Некоторые характерные черты фильма
По мнению Брюса Эдера, это «удивительно насыщенный, хотя и трагический фильм, кишащий психологическими демонами, которые, наверное, созвучны скорее XXI веку, чем 1941-м году». Критик также считает, что «показ жизни в маленьком городке в этом фильме совсем немногим отличается от образа городка Поттерсвилль в последней части фильма „Эта прекрасная жизнь“ (1946) Фрэнка Капры, за исключением того, что в этом фильме нет своего Джорджа Бейли или других ангелов-хранителей, помогающих навести порядок».
Журнал TimeOut, и критик Деннис Шварц выделяют «удивительно трогательный эпизод, в котором Пол гуляет по городу, вкушая свободу с какой-то радостной невинностью только что ожившего монстра Франкенштейна, однако насилие повседневной жизни разжигает в нём новый кризис».
TimeOut обращает внимание на конфликтную ситуацию «двух человек, знающих историю Пола, но пытающихся увернуться от ответственности, чтобы сберечь собственную репутацию», в результате чего «город охватывает лихорадка линчевания». Шварц также отмечает, что «Хейслер прекрасно прорабатывает темы насилия и бесчестья в обществе, в котором так называемые уважаемые граждане, такие как преуспевающий владелец фабрики и доктор пытаются уйти от гражданской ответственности ради сохранения собственной репутации».

### Характеристика работы творческой группы
TimeOut высоко оценил работу всего творческого коллектива, написав, что «сценарий, камера и режиссура вместе красиво и крепко держат фильм». Шварц отметил, что «Хейслер показывает себя как умелый режиссёр», особенно выделяя «отличную атмосферическую чёрно-белую операторскую работу Теодора Шпаркуля, которая придаёт фильму его великолепную ясность. Немецкий экспрессионизм Шпаркюля высоко устанавливает стилистическую планку для всех мрачных фильмов такого типа». Шваарц также высоко оценивает «плотный сценарий Лестера Коула и Гарретта Форта по неопубликованному рассказу Брайана Марлоу и того же Коула, благодаря которому эта вызывающая дрожь история бьёт точно в цель». По мнению Теда Шена, «Хейслер работает как грамотный мастер фильмов категории В, операторская работа мрачная и нуаровая, однако психологическая основа сюжета слишком проста: плохой близнец убивает каждый раз, когда слышит крик, напоминающий ему о матери»

### Двойная роль и игра Деккера
По мнению многих критиков, одним из главных достоинств картины является «великолепная игра Альберта Деккера», который «выделяется в двойной роли идентичных близнецов».
Эдер отмечает, что «годы работы Дреккера на сцене принесли здесь свои плоды, так как он создаёт действительно впечатляющие образы двух совершенно разных людей. В роли Джона Рейдена он убедительно показывает порядочного, заботливого, но, возможно, слегка поверхностного человека, который неожиданно столкнулся с неприятной правдой о своей семье… А играя Пола Рэйдена ему удаётся создать образ человека, движимого неподконтрольными ему внутренними демонами», этот образ «пугает и при этом порой вызывает симпатию».
Фернандо Ф. Кроче пишет: «В роли добродетельного близнеца Деккер носит деловые костюмы, женат на совершенно невинной Фрэнсис Фармер, и блаженно не подозревает о скрытой от него семейной тайне». С другой стороны, «в роли испорченного близнеца он ходит с покрытой щетиной челюстью и скрывается среди пролетариата, он ласков со знойной охотницей за богатством Сьюзен Хэйворд, и всё ещё слышит крики своей избиваемой матери, грохочущие в его голове».

### Оценка игры других актёров
Помимо игры Деккера, Брюс Эдер выделил также актёрские работы Гарри Кэри, Сьюзен Хэйворд и Джин Филлипс. По мнению критика, Кэри сыграл «одну из самых необычных и сложных ролей в своей карьере, представ в образе порядочного человека, фаустовский груз которого угрожает расстроить всё то хорошее, что он сделал». Хэйворд изображает «корыстную молодую женщину, движимую исключительно похотью и страстью», а Джин Филлипс сыграла «маленькую памятную роль кабацкой красотки». Как отмечает далее Эдер, «единственным разочарованием для современных зрителей будет то, что Фрэнсис Фармер сыграла сравнительно небольшую роль в качестве жены Джона Рэйдена». Тед Шен однако оценил актёрскую игру как «неглубокую за исключением Деккера в двойной главной роли и Сьюзен Хэйворд в роли легко возбудимой одинокой девушки, которая обращает на себя внимание маньяка»